# Венгерское муниципальное образование
Венгерское муниципальное образование — муниципальное образование со статусом сельского поселения в 
Тайшетском районе Иркутской области России. Административный центр — поселок Венгерка.

## Демография
По результатам Всероссийской переписи населения 2010 года 
численность населения муниципального образования составила 828 человек, в том числе 438 мужчин и 390 женщин.

## Населённые пункты
В состав муниципального образования входят населённые пункты
- Венгерка
- Саранчет 2-й
- Саранчет 1-й
- Камышлеевка
- Туманшет[2]